# Theodoros II Laskaris
Theodoros I Komnenos Laskaris (tiếng Hy Lạp: Θεόδωρος Α' Λάσκαρις, Theodōros I Laskaris; khoảng 1174 – Tháng 8, 1222) là vị Hoàng đế Nicaea đầu tiên trị vì từ năm 1204 hoặc 1205 cho đến năm 1221 hoặc 1222.

## Thân thế
Theodoros Laskaris chào đời khoảng năm 1174, trong nhà Laskaris, một dòng họ quý tộc Đông La Mã nhưng không mấy nổi tiếng ở kinh thành Constantinopolis. Ông là con của Manouel Laskaris (sinh khoảng 1140) và vợ là Ioanna Karatzaina (sinh khoảng 1148). Ông có bốn anh trai: Manouel Laskaris (mất sau 1256), Mikhael Laskaris (mất năm 1261/1271), Georgios Laskaris và Konstantinos Laskaris (mất sau ngày 19 tháng 3 năm 1205), Hoàng đế Byzantium (1204–1205); và hai em trai: Alexios Laskaris, nhà lãnh đạo quân đội Latinh chống lại người Bulgar, và cũng là người dấy binh đánh nhau với quân Pháp nhằm chống đối Ioannes III Doukas Vatatzes rồi sau bị giam giữ và chịu hình phạt chọc mù mắt, và Isaakios Laskaris.
Nhà sử học William Miller đã xác định vợ của Marco I Sanudo chính là em gái của Theodoros, dựa trên cách giải thích của ông về các nguồn tư liệu của Ý. Tuy nhiên, Mihail-Dimitri Sturdza đã từ chối kiểu nhận dạng này trong cuốn sách của ông nhan đề Dictionnaire historique et Généalogique des grandes familles de Grèce, d'Albanie et de Constantinople (1983), dựa vào sự im hơi lặng tiếng từ nguồn sử liệu chính của Đông La Mã.

## Triều đại

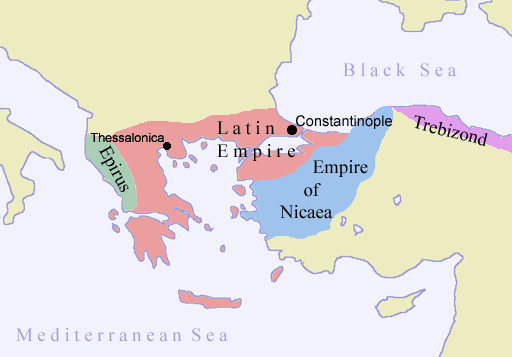
Đế quốc Latinh, Đế quốc Nicaea, Đế quốc Trebizond và Công quốc chuyên chế Ípeiros. Biên giới được thể hiện khá mơ hồ.

Năm 1198/9, Theodoros làm lễ thành hôn với Anna Angelina, con gái của Hoàng đế Đông La Mã Alexios III Angelos và Euphrosyne Doukaina Kamatera; bà là góa phụ của người em họ sebastokratōr Isaakios Komnenos. Ngay sau đó, ông được cất nhắc lên cấp despotēs.
Theodoros về sau được người Latinh biết tới qua cuộc vây hãm kinh thành Constantinopolis trong Thập tự chinh thứ tư (1203–1204). Ông vẫn còn ở lại Constantinopolis cho đến khi người Latinh thực sự thâm nhập được vào thành phố, khi đó ông đã chạy trốn khỏi Bosphorus cùng với vợ mình. Cũng vào khoảng thời gian đó, người anh trai Konstantinos Laskaris đã thất bại trong việc xưng đế bởi một số thành phần bảo vệ Constantinopolis. Ở xứ Bithynia Theodoros đã tự củng cố lực lượng đóng tại Nicaea, biến nó thành điểm tập trung chủ yếu cho đồng bào của mình.
Lúc đầu, Theodoros chưa có ý định xưng đế, có lẽ vì bố vợ và anh trai của ông vẫn còn sống, hay do quân Latinh sắp sửa kéo tới đây đánh, hoặc cũng có thể là vì không có mặt của vị Thượng phụ Constantinopolis để làm lễ đăng quang. Thêm vào đó, quyền kiểm soát của ông đối với các lãnh địa Anatolia của Đế quốc Đông La Mã không được sự công nhận của các tướng David Komnenos ở Paphlagonia và Manouel Maurozomes vùng Phrygia. Chỉ sau khi đánh bại hai người này vào năm 1205, ông mới chính thức xưng đế và mời Thượng phụ Ioannes X Kamateros đến Nicaea. Nhưng Ioannes đã mất vào năm 1206 trước khi trao vương miện cho Theodoros. Theodoros liền bổ nhiệm Mikhael IV Autoreianos làm Thượng phụ mới và được ông này làm lễ đăng quang vào tháng 3 năm 1208.
Trong khi đó, Theodoros bị quân Latinh đánh bại tại Adramyttion (Edremit), nhưng ngay sau đó chính quân Latinh lại đại bại trước đạo binh của vua Kaloyan xứ Bulgaria trong Trận Adrianopolis. Nhớ đó tạm thời cản trở bước tiến quân của người Latinh, nhưng đã được Hoàng đế Henry xứ Flanders nối lại vào năm 1206. Theodoros vội gia nhập liên minh với Kaloyan và tung quân tấn công vào năm 1209.
Tình hình đã trở nên phức tạp khi Sultan Kaykhusraw I xứ Rum mở cuộc xâm lược do sự xúi giục của phế đế Alexios III vào năm 1211; thế nhưng người Nicaea đã đánh bại quân đội Seljuk trong trận Antiochia trên sông Meander là nơi Theodoros Laskaris giết được sultan trong trận đấu duy nhất. Dù hiểm họa xâm lăng từ Rum và Alexios III đã được vô hiệu hóa, Hoàng đế Henry đã đánh bại Theodoros vào tháng 10 cùng năm, và thiết lập quyền kiểm soát của ông đối với phần duyên hải phía nam vùng biển Marmara. Dù gặp phải thất bại này, Theodoros đã có thể tận dụng cái chết của David Megas Komnenos, em trai của Hoàng đế Alexios I xứ Trebizond vào năm 1212 và mở rộng sự kiểm soát của chính mình đối với vùng Paphlagonia.
Năm 1214 Theodoros cho ký hòa ước với Đế quốc Latinh tại Nymphaion, và đến năm 1219, ông kết hôn với Marie de Courtenay, cháu gái của vị Hoàng đế quá cố Henry và là con gái của viên nhiếp chính hiện tại tên Yolanda xứ Flanders. Mặc dù có được mối quan hệ hòa bình đầy ưu thế, Theodoros vẫn tiếp tục tấn công Đế quốc Latinh vào năm 1220, nhưng hòa bình lại được phục hồi. Theodoros qua đời vào tháng 11 năm 1221 và được kế vị bởi con rể Ioannes III Doukas Vatatzes. Ông được chôn cất tại Tu viện Hyakinthos ở Nicaea.
Vào cuối thời trị vì, ông cai trị một lãnh thổ gần giống với các tỉnh La Mã cổ đại ở Asia và Bithynia. Dù không có bằng chứng nào về những phẩm chất cao quý về địa vị trong con người ông, nhưng với lòng dũng cảm và kỹ năng quân sự, ông đã cho phép quốc gia Đông La Mã không chỉ sống sót mà còn đánh bại cuộc xâm lược của người Latinh.

## Gia quyến
Theodoros đã kết hôn tới ba lần. Người vợ đầu tiên của ông là Anna Komnene Angelina (sinh khoảng năm 1176), thành hôn với ông vào năm 1199. Cả hai có với nhau ba cô con gái và hai cậu con trai đã chết trẻ:
- Nikolaos Laskaris (mất khoảng năm 1212)
- Ioannes Laskaris (mất khoảng năm 1212)
- Eirene Laskarina, lần đầu hạ giá lấy tướng Andronikos Palaiologos rồi sau tái giá với Ioannes III Doukas Vatatzes
- Maria Laskarina, hạ giá lấy vua Béla IV xứ Hungary
- Eudokia Laskarina (đổi tên thành Sophia, sinh vào khoảng năm 1210 đến 1212, qua đời năm khoảng năm 1247 đến 1253), đính hôn với Robert xứ Courtenay, kết hôn lần đầu tiên và ly dị với Frederick II, Công tước Áo, lần thứ hai lấy (trước năm 1230) Anseau de Cayeux, Thống đốc Tiểu Á

Sau khi Anna Angelina qua đời vào năm 1212, Theodoros đã lấy Philippa xứ Armenia (1183-sau năm 1219) làm vợ thứ hai. Bà là con gái của vua Ruben III xứ Armenia; cuộc hôn nhân này đã bị hủy bỏ một năm sau đó và họ ly dị vào năm 1216. Gardiner đề cập đến lý thuyết rằng Ruben muốn gả con gái mình cho người khác, và đưa cô cháu gái thế vào chỗ của bà; một lần Theodoros tình cờ phát hiện ra bản thân mình đã bị lừa dối, ông bèn gửi trả bà và đứa con chung của họ, Konstantinos Laskaris, sinh năm 1214, trở về xứ Cilicia.
Người vợ thứ ba của Theodoros là Maria xứ Courtenay (1204-tháng 9, 1222), mà ông kết hôn vào năm 1219. Bà là con gái của Hoàng đế Pierre II de Courtenay và Hoàng hậu Yolanda xứ Flanders, nhưng họ không có con chung.